# Zvonko Bego
Zvonko Bego (Split, 19 december 1940 – Krapinske Toplice, 13 augustus 2018) was een Joegoslavisch voetballer van Kroatische afkomst.
Bego speelde van 1957 tot 1967 voor Hajduk Split. Hij kwam zes keer uit voor het Joegoslavisch voetbalelftal en maakte deel uit van het team dat goud won op de Olympische Zomerspelen 1960.
Via Bayern München kwam hij in december 1967 naar FC Twente. In een half seizoen speelde hij zes competitiewedstrijden, waarin hij één keer scoorde. Vanaf half 1968 kwam hij nog een jaar uit voor Bayer 04 Leverkusen.